# Collegio di West Ham
West Ham è stato un collegio elettorale situato nella Grande Londra, e rappresentato alla Camera dei comuni del Parlamento del Regno Unito. Eleggeva un membro del parlamento con il sistema first-past-the-post, ossia maggioritario a turno unico; il collegio è stato abolito in occasione della revisione periodica del 2024.

## Estensione
Il collegio copriva la parte occidentale del borgo londinese di Newham, e si estendeva dal Tamigi ad est di Canary Wharf, fino a Stratford. Le modifiche all'estensione del collegio che ebbero effetto per le elezioni generali del 2010 estesero il collegio aggiungendo Canning Town dal collegio di Poplar and Canning Town, abolito, e perse Silvertown a vantaggio del collegio di East Ham. Il confine con quest'ultimo collegio fu modificato per allinearlo ai confini dei ward che li componevano.

## Membri del parlamento
| Elezione | Elezione  | Deputato         | Partito          |
| -------- | --------- | ---------------- | ---------------- |
|          | 1997      | Tony Banks       | Laburista        |
| 2005     | Lyn Brown |                  | Laburista        |
|          | 2024      | Collegio abolito | Collegio abolito |

## Elezioni

### Elezioni negli anni 2010
| Partito                    | Partito                                | Candidato                  | Risultati 12 dicembre 2019 | Risultati 12 dicembre 2019 |
| Partito                    | Partito                                | Candidato                  | Voti                       | %                          |
| -------------------------- | -------------------------------------- | -------------------------- | -------------------------- | -------------------------- |
|                            | Laburista                              | Lyn Brown                  | 42 181                     | 70,07                      |
|                            | Conservatore                           | Sara Kumar                 | 9 793                      | 16,27                      |
|                            | Lib Dem                                | Eimear O’Casey             | 4 161                      | 6,91                       |
|                            | Verdi                                  | Danny Keeling              | 1 780                      | 2,96                       |
|                            | Brexit                                 | Emma Stockdale             | 1 679                      | 2,79                       |
|                            | Alleanza dei Popoli Cristiani          | Paul Jobson                | 463                        | 0,77                       |
|                            | Comunità Unite                         | Humera Kamran              | 143                        | 0,24                       |
|                            |                                        |                            |                            |                            |
| Iscritti                   | Iscritti                               | Iscritti                   | 97 942                     | 100,00                     |
| ↳ Votanti (% su iscritti)  | ↳ Votanti (% su iscritti)              | ↳ Votanti (% su iscritti)  | 60 234                     | 61,50                      |
| ↳ Astenuti (% su iscritti) | ↳ Astenuti (% su iscritti)             | ↳ Astenuti (% su iscritti) | 37 708                     | 38,50                      |
|                            |                                        |                            |                            |                            |
|                            | Esito: collegio confermato a Laburista |                            |                            |                            |

| Partito                    | Partito                                | Candidato                  | Risultati 8 giugno 2017 | Risultati 8 giugno 2017 |
| Partito                    | Partito                                | Candidato                  | Voti                    | %                       |
| -------------------------- | -------------------------------------- | -------------------------- | ----------------------- | ----------------------- |
|                            | Laburista                              | Lyn Brown                  | 46 591                  | 76,75                   |
|                            | Conservatore                           | Patrick Spencer            | 9 837                   | 16,20                   |
|                            | Lib Dem                                | Paul Reynolds              | 1 836                   | 3,02                    |
|                            | UKIP                                   | Rosamund Beattie           | 1 134                   | 1,87                    |
|                            | Verdi                                  | Michael Spracklin          | 957                     | 1,58                    |
|                            | Popoli Cristiani                       | Kayode Shedowo             | 353                     | 0,58                    |
|                            |                                        |                            |                         |                         |
| Iscritti                   | Iscritti                               | Iscritti                   | 92 418                  | 100,00                  |
| ↳ Votanti (% su iscritti)  | ↳ Votanti (% su iscritti)              | ↳ Votanti (% su iscritti)  | 60 708                  | 65,69                   |
| ↳ Astenuti (% su iscritti) | ↳ Astenuti (% su iscritti)             | ↳ Astenuti (% su iscritti) | 31 710                  | 34,31                   |
|                            |                                        |                            |                         |                         |
|                            | Esito: collegio confermato a Laburista |                            |                         |                         |

| Partito                    | Partito                                | Candidato                  | Risultati 7 maggio 2015 | Risultati 7 maggio 2015 |
| Partito                    | Partito                                | Candidato                  | Voti                    | %                       |
| -------------------------- | -------------------------------------- | -------------------------- | ----------------------- | ----------------------- |
|                            | Laburista                              | Lyn Brown                  | 36 132                  | 68,44                   |
|                            | Conservatore                           | Festus Akinbusoye          | 8 146                   | 15,43                   |
|                            | UKIP                                   | Jamie Ross-McKenzie        | 3 950                   | 7,48                    |
|                            | Verdi                                  | Rachel Collinson           | 2 651                   | 5,02                    |
|                            | Lib Dem                                | Paul Reynolds              | 1 430                   | 2,71                    |
|                            | Popoli CristianI                       | Andy Uzoka                 | 369                     | 0,70                    |
|                            | Communities United                     | Cydatty Bogie              | 115                     | 0,22                    |
|                            |                                        |                            |                         |                         |
| Iscritti                   | Iscritti                               | Iscritti                   | 90 640                  | 100,00                  |
| ↳ Votanti (% su iscritti)  | ↳ Votanti (% su iscritti)              | ↳ Votanti (% su iscritti)  | 52 793                  | 58,24                   |
| ↳ Astenuti (% su iscritti) | ↳ Astenuti (% su iscritti)             | ↳ Astenuti (% su iscritti) | 37 847                  | 41,76                   |
|                            |                                        |                            |                         |                         |
|                            | Esito: collegio confermato a Laburista |                            |                         |                         |

| Partito                    | Partito                                | Candidato                  | Risultati 6 maggio 2010 | Risultati 6 maggio 2010 |
| Partito                    | Partito                                | Candidato                  | Voti                    | %                       |
| -------------------------- | -------------------------------------- | -------------------------- | ----------------------- | ----------------------- |
|                            | Laburista                              | Lyn Brown                  | 29 422                  | 62,67                   |
|                            | Conservatore                           | Virginia Morris            | 6 888                   | 14,67                   |
|                            | Lib Dem                                | Martin Pierce              | 5 392                   | 11,48                   |
|                            | Popoli CristianI                       | Stan Gain                  | 1 327                   | 2,83                    |
|                            | Indipendente                           | Kamran Malik               | 1 245                   | 2,65                    |
|                            | Fronte Nazionale                       | Michael Davidson           | 1 089                   | 2,32                    |
|                            | UKIP                                   | Kim Gandy                  | 766                     | 1,63                    |
|                            | Verdi                                  | Jane A. Lithgow            | 645                     | 1,37                    |
|                            | Indipendente                           | Grace Agbogun-Toko         | 177                     | 0,38                    |
|                            |                                        |                            |                         |                         |
| Iscritti                   | Iscritti                               | Iscritti                   | 85 313                  | 100,00                  |
| ↳ Votanti (% su iscritti)  | ↳ Votanti (% su iscritti)              | ↳ Votanti (% su iscritti)  | 46 951                  | 55,03                   |
| ↳ Astenuti (% su iscritti) | ↳ Astenuti (% su iscritti)             | ↳ Astenuti (% su iscritti) | 38 362                  | 44,97                   |
|                            |                                        |                            |                         |                         |
|                            | Esito: collegio confermato a Laburista |                            |                         |                         |

### Elezioni negli anni 2000
| Partito                    | Partito                                | Candidato                  | Risultati 5 maggio 2005 | Risultati 5 maggio 2005 |
| Partito                    | Partito                                | Candidato                  | Voti                    | %                       |
| -------------------------- | -------------------------------------- | -------------------------- | ----------------------- | ----------------------- |
|                            | Laburista                              | Lyn Brown                  | 15 840                  | 51,15                   |
|                            | Respect                                | Lindsey German             | 6 039                   | 19,50                   |
|                            | Conservatore                           | Chris L. Whitbread         | 3 618                   | 11,68                   |
|                            | Lib Dem                                | Alexandra E. Sugden        | 3 364                   | 10,86                   |
|                            | Verdi                                  | Jane A. Lithgow            | 894                     | 2,89                    |
|                            | Popoli Cristiani                       | Stephen C. Hammond         | 437                     | 1,41                    |
|                            | UKIP                                   | Henry E.B. Mayhew          | 409                     | 1,32                    |
|                            | Veritas                                | Generoso Alcantara         | 365                     | 1,18                    |
|                            |                                        |                            |                         |                         |
| Iscritti                   | Iscritti                               | Iscritti                   | 62 188                  | 100,00                  |
| ↳ Votanti (% su iscritti)  | ↳ Votanti (% su iscritti)              | ↳ Votanti (% su iscritti)  | 30 966                  | 49,79                   |
| ↳ Astenuti (% su iscritti) | ↳ Astenuti (% su iscritti)             | ↳ Astenuti (% su iscritti) | 31 222                  | 50,21                   |
|                            |                                        |                            |                         |                         |
|                            | Esito: collegio confermato a Laburista |                            |                         |                         |

| Partito                    | Partito                                | Candidato                  | Risultati 7 giugno 2001 | Risultati 7 giugno 2001 |
| Partito                    | Partito                                | Candidato                  | Voti                    | %                       |
| -------------------------- | -------------------------------------- | -------------------------- | ----------------------- | ----------------------- |
|                            | Laburista                              | Tony Banks                 | 20 449                  | 69,86                   |
|                            | Conservatore                           | Syed Kamall                | 4 804                   | 16,41                   |
|                            | Lib Dem                                | Paul J. Fox                | 2 166                   | 7,40                    |
|                            | Verdi                                  | Jackie M. Chandler-Oatts   | 1 197                   | 4,09                    |
|                            | UKIP                                   | Gerard Batten              | 657                     | 2,24                    |
|                            |                                        |                            |                         |                         |
| Iscritti                   | Iscritti                               | Iscritti                   | 59 828                  | 100,00                  |
| ↳ Votanti (% su iscritti)  | ↳ Votanti (% su iscritti)              | ↳ Votanti (% su iscritti)  | 29 273                  | 48,93                   |
| ↳ Astenuti (% su iscritti) | ↳ Astenuti (% su iscritti)             | ↳ Astenuti (% su iscritti) | 30 555                  | 51,07                   |
|                            |                                        |                            |                         |                         |
|                            | Esito: collegio confermato a Laburista |                            |                         |                         |

## Risultati dei referendum

### Referendum sulla permanenza del Regno Unito nell'Unione europea del 2016
|             | Collegio    | Lasciare UE % | Rimanere in UE % |
| ----------- | ----------- | ------------- | ---------------- |
|             | West Ham    | 47,3%         | 52,7%            |
|             | Inghilterra | 53,3%         | 46,7%            |
| Regno Unito | 51,9%       | 48,1%         |                  |